# Resolutie 1238 Veiligheidsraad Verenigde Naties
Resolutie 1238 van de Veiligheidsraad van de Verenigde Naties werd unaniem door de VN-Veiligheidsraad aangenomen op 14 mei 1999. De resolutie verlengde de VN-missie in de Westelijke Sahara met een half jaar.

## Achtergrond
Begin jaren 1970 ontstond een conflict tussen Spanje, Marokko, Mauritanië en de Westelijke Sahara zelf over de Westelijke Sahara, een gebied dat tot dan in Spaanse handen was. Marokko legitimeerde zijn aanspraak op basis van historische banden met het gebied. Nadat Spanje het gebied opgaf bezette Marokko er twee derde van. Het land is nog steeds in conflict met Polisario dat met steun van Algerije de onafhankelijkheid blijft nastreven. Begin jaren 1990 kwam een plan op tafel om de bevolking van de Westelijke Sahara via een volksraadpleging zelf te laten beslissen over de toekomst van het land. Het was de taak van de VN-missie MINURSO om dat referendum op poten te zetten. Het plan strandde later echter door aanhoudende onenigheid tussen de beide partijen waardoor ook de missie nog steeds ter plaatse is.

## Inhoud
Op 27 april 1999 had men het rapport van de secretaris-generaal met zijn opmerkingen en aanbevelingen ontvangen. Ook hadden de Marokkaanse overheid en Polisario het protocol dat door de secretaris-generaal was opgesteld in verband met de identificatie van de stemgerechtigden – personen van drie stammen hadden zich aangemeld als kiezer, en over een deel van hen waren de twee partijen het oneens of ze mee mochten stemmen – en het beroepsproces, en de herziene planning voor het te houden referendum aanvaard.
De Veiligheidsraad verlengde het mandaat van de MINURSO-missie tot 14 september om het identificatieproces te kunnen hervatten en alle openstaande akkoorden over de uitvoering van het VN-plan af te sluiten. Hij stemde ook in met een verhoging van het personeel van de identificatiecommissie van 25 naar 30.

## Verwante resoluties
- Resolutie 1232 Veiligheidsraad Verenigde Naties
- Resolutie 1235 Veiligheidsraad Verenigde Naties
- Resolutie 1263 Veiligheidsraad Verenigde Naties
- Resolutie 1282 Veiligheidsraad Verenigde Naties

Lijst ·  1220 ·  1221 ·  1222 ·  1223 ·  1224 ·  1225 ·  1226 ·  1227 ·  1228 ·  1229 ·  1230 ·  1231 ·  1232 ·  1233 ·  1234 ·  1235 ·  1236 ·  1237 ·  1238 ·  1239 ·  1240 ·  1241 ·  1242 ·  1243 ·  1244 ·  1245 ·  1246 ·  1247 ·  1248 ·  1249 ·  1250 ·  1251 ·  1252 ·  1253 ·  1254 ·  1255 ·  1256 ·  1257 ·  1258 ·  1259 ·  1260 ·  1261 ·  1262 ·  1263 ·  1264 ·  1265 ·  1266 ·  1267 ·  1268 ·  1269 ·  1270 ·  1271 ·  1272 ·  1273 ·  1274 ·  1275 ·  1276 ·  1277 ·  1278 ·  1279 ·  1280 ·  1281 ·  1282 ·  1283 ·  1284